# Trois couronnes
Les Trois couronnes, ou Aiako harria officiellement,, Peñas de Haya en espagnol, désignent un massif de montagnes et un parc naturel situé à l'extrémité orientale de la province du Guipuscoa, dans la communauté autonome du Pays basque. Le parc a été déclaré espace naturel protégé en avril 1995, et possède une superficie de 6 193 ha. Ce parc repose sur les roches les plus anciennes du Pays basque, des granites qui commencèrent à se former il y a 270 millions d'années.

## Géographie
Cette zone montagneuse est située à la limite occidentale des Pyrénées qui rencontrent la mer entre l'embouchure de la Bidassoa et celle de l'Urumea. Elle est constituée d'un massif paléozoïque dans lequel affleurent des minéraux parmi les plus anciens de la région.
Les Trois couronnes est une succession de vallées à pentes à forte déclivité, et s'étend sur les terres des communes de Errenteria, Oiartzun, Irun, Hernani et Saint-Sébastien.
Les trois sommets principaux sont Irumugarrieta (806 m), Txurrumurru  (827 m) et Erroilbide  (837 m), connus sous le nom des Trois couronnes, les Batailles ou encore le profil de Napoléon que l'on peut imaginer de Biarritz.

### Sommets
1. Erroilbide (837 m[5]) 43° 16′ 54″ nord, 1° 47′ 07″ ouest
2. Lizarretako gaina (824 m[6]) 43° 16′ 59″ nord, 1° 47′ 04″ ouest
3. Txurrumurru (821 m[7]) 43° 17′ 07″ nord, 1° 47′ 00″ ouest
4. Irumugarrieta (809 m[8]) 43° 17′ 13″ nord, 1° 47′ 01″ ouest
5. Arrisoro (762 m[9]) 43° 16′ 47″ nord, 1° 47′ 13″ ouest
6. Agiña (618 m[10]) 43° 16′ 09″ nord, 1° 45′ 44″ ouest
7. Kopako Harria (596 m[11]) 43° 16′ 41″ nord, 1° 45′ 42″ ouest
8. Azperra (456 m[12]) 43° 16′ 50″ nord, 1° 45′ 00″ ouest
9. Eskolamendi (407 m[13]) 43° 16′ 43″ nord, 1° 44′ 02″ ouest
10. Deskarga (376 m[14]) 43° 16′ 51″ nord, 1° 43′ 37″ ouest

## Flore
Bien qu'une partie soit couverte par des peuplements de pins, des espèces de la forêt d'origine subsistent, comme la chênaie-hêtraie d'Añarbe (Navarre), la chênaie (chêne tauzin) d'Endara ou la hêtraie d'Oianleku (Guipuscoa). Outre ces forêts, le parc présente des zones végétales de grande valeur par leur diversité biologique et par leur singularité parmi lesquelles il faut souligner la présence de petites mousses (sphaignes), de rochers siliceux et d'organismes propres aux petits ruisseaux des zones abritées.

## Faune
La faune possède un caractère typiquement euro-sibérien, présentant plus de 147 espèces de vertébrés parmi lesquelles des espèces forestières comme le chevreuil et le sanglier, montagnardes comme le vautour fauve et aquatiques comme le saumon.

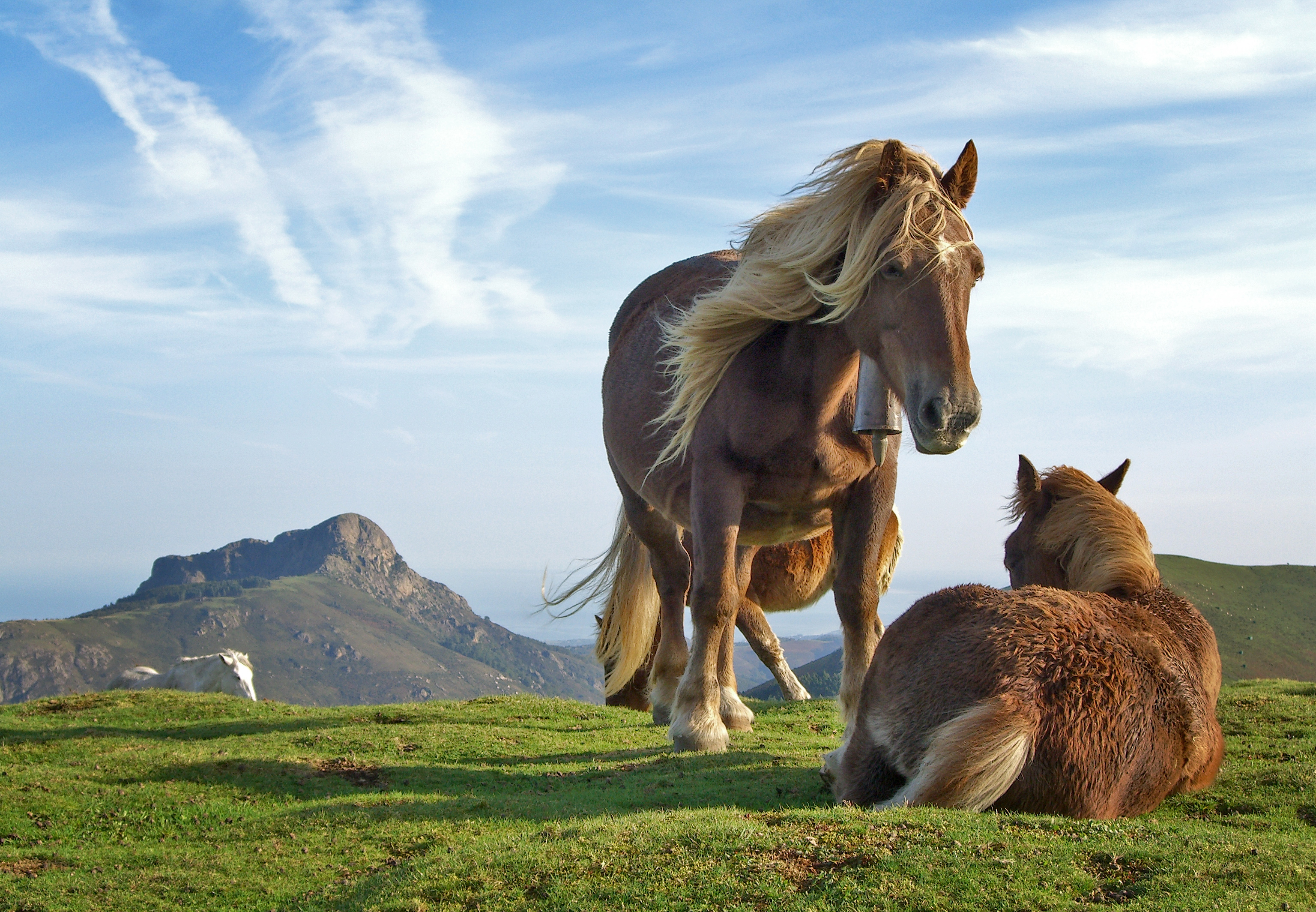
Poneys pottok dans le parc naturel Aiako Harria.

Des troupeaux de poneys de race pottok sont en liberté sur les versants de cette chaîne de montagnes.

## Histoire
Dans l'Antiquité, les Romains y exploitaient le cuivre et l'argent dans les mines d'Arditurri, exploitées au Moyen Âge puis jusqu'au XXe siècle, pour en extraire le fer, plomb, zinc et fluorite, entre autres, jusqu'en 1984, date de fermeture de l'exploitation minière.